# Omar Sacco
Omar Sacco (Caserta, 3 febbraio 1977) è un ex bobbista italiano.

## Biografia
Cresciuto a Montalto di Castro, dove il padre si era trasferito durante la costruzione della centrale nucleare, si avvicinò all'atletica leggera in età scolastica. Durante gli studi presso l'scuola ITT Leonardo da Vinci di Viterbo, si specializzò nelle gare di velocità nelle giovanili dell'Atletica Viterbo, divenendo campione del mondo della categoria allievi nei 100 m e della categoria juniones nei 60 m. Partecipò ai Campionati mondiali juniores a Sidney nel 1996. Entrato a far parte del Gruppo Sportivo Fiamme Azzurre di Roma, venne in seguito convocato anche dalla Nazionale di bob dell'Italia agli inizi degli anni 2000.
Partecipò con la Nazionale di bob dell'Italia ai Giochi olimpici invernali di Torino 2006, dove giunse al 12º posto nel bob a quattro.
Divenne in seguito allenatore della nazionale italiana di bob per molti anni e poi direttore tecnico delle squadre nazionali di bob e di skeleton, anche nel settore giovanile.